# Misiune: Imposibilă - Protocolul fantomă
Mission: Impossible – Ghost Protocol este un film cu spioni din 2011, al patrulea din seria Misiune: Imposibilă. În film interpretează Tom Cruise în rolul Agentului IMF Ethan Hunt. Regizorul filmului este Brad Bird (debut), care a regizat numai animații până la acest film artistic. Scenariul este scris de André Nemec și Josh Appelbaum, filmul este produs de Cruise, J. J. Abrams (regizorul celui de-al treilea film al seriei) și Bryan Burk. Premiera mondială va avea loc pe 7 decembrie 2011 în Dubai și în Statele Unite pe 16 decembrie 2011; premiera mondială este programată pe 21 decembrie 2011.

## Povestea
Ethan Hunt precum și o întreagă echipă IFM este acuzată de aruncarea Kremlinului în aer. Ethan și alte trei persoane trebuie să-l oprească pe Kurt Hendricks, un om care dorește să pornească un război nuclear la nivel mondial.

## Actori/Roluri
| Actor            | Personaj                |                  |
| ---------------- | ----------------------- | ---------------- |
| Tom Cruise       | Ethan Hunt              |                  |
| Paula Patton     | Jane Carter             |                  |
| Jeremy Renner    | William Brandt          |                  |
| Simon Pegg       | Benji Dunn              |                  |
| Michael Nyqvist  | Kurt Hendricks          |                  |
| Anil Kapoor      | Brij Nath               |                  |
| Vladimir Mashkov | Anatoly Sidirov         | agent secret rus |
| Léa Seydoux      | Sabine Moreau           |                  |
| Josh Holloway    | Trevor Hanaway          |                  |
| Tom Wilkinson    | Secretarul agenției IMF |                  |